# Segunda División B de España 1994-95
La temporada 1994–95 de la Segunda División B de España de fútbol corresponde a la 18.ª edición del campeonato y se disputó entre el 4 de septiembre de 1994 y el 21 de mayo de 1995 en su fase regular. Posteriormente se disputó la promoción de ascenso entre el 27 de mayo y el 25 de junio.

## Sistema de competición
Participan ochenta clubes de toda la geografía española, encuadrados en cuatro grupos de veinte equipos según proximidad geográfica. Se enfrentan en cada grupo todos contra todos en dos ocasiones -una en campo propio y otra en campo contrario- durante un total de 38 jornadas. El orden de los encuentros se decide por sorteo antes de empezar la competición. La Real Federación Española de Fútbol es la responsable de designar a los árbitros de cada encuentro.
El ganador de un partido obtiene dos puntos, el perdedor no suma puntos, y en caso de un empate hay un punto para cada equipo. Al término del campeonato, el equipo que acumula más puntos en cada grupo se proclama campeón de Segunda División B y juega la promoción de ascenso; junto con los segundos, terceros y cuartos clasificados de cada grupo para ascender a Segunda División. Esta promoción tiene formato de liguilla con cuatro grupos en los que se emparejan equipos de distintos grupos y que hayan quedado en posiciones distintas.
Los cuatro últimos equipos clasificados de cada grupo descienden a Tercera División. Los decimosextos clasificados juegan la promoción por la permanencia que se disputa por eliminación directa a partido único en campo neutral y los emparejamientos se determinan por sorteo. Los dos equipos derrotados se enfrentan en otra eliminatoria a partido único el perdedor pierde la categoría.

## Nota
Hoy en día hay clubes que su nombre han derivado a idiomas como catalán-valenciano-balear, euskera o gallego; pero para reflejar la realidad de la época, los nombres de los equipos aparecen tal y como se inscribieron para competir en esta temporada.

## Equipos de la temporada 1994/95
| Datos de ascensos y descensos |
| --- |
| Cádiz CF, CD Castellón y Real Murcia CF descienden de Segunda División A. El Real Burgos CF también descendió pero jugó en Regional por motivos económicos. CF Extremadura, Getafe CF, CD Orense y UD Salamanca ascienden a Segunda División A. Arosa SC, Atlético Malagueño, CD Basconia, Celta Turista CF, CD Cieza, Cultural Leonesa, CD Endesa Andorra, CD Estepona, CD Manacor, CD Maspalomas, Polideportivo Ejido, SD Ponferradina, UE Rubí, SCR Peña Deportiva Santa Eulalia, Atlético Tomelloso, CD Touring y Utebo FC descienden a Tercera División. Amurrio Club, Aranjuez CF, Real Betis "B", UD Casetas, CD Corralejo, CE Europa, CF Fuenlabrada, SD Gernika, CD Manchego, CD Colonia Moscardó, CD Móstoles, Ontinyent CF, Polideportivo Almería, CE Sabadell FC, CD San Fernando, Terrassa FC y Real Zaragoza "B" ascienden a Segunda División B. También asciende la SD Hullera Vasco-Leonesa que ocupa la plaza del Real Burgos CF. |

### Grupo I
En este grupo se encuentran los equipos de: Galicia (3), Asturias (4), Comunidad de Madrid (7), parte de Castilla y León (2) y Canarias (4).
| - CD Lugo - Pontevedra CF - Racing Club de Ferrol - Real Avilés Industrial - UP Langreo - Real Oviedo "B" - Real Sporting de Gijón "B" - Aranjuez CF - Club Atlético de Madrid "B" - CF Fuenlabrada |  | - CD Colonia Moscardó - CD Móstoles - Real Madrid CF "C" - UD San Sebastián de los Reyes - Real Ávila CF - Real Valladolid Deportivo "B" - CD Corralejo - U. D. Las Palmas - CD Mensajero - UD Realejos |

### Grupo II
En este grupo se encuentran los equipos de: Cantabria (1), País Vasco (10), parte de Castilla y León (3), Navarra (3), La Rioja (1) y Aragón (2).
| - Gimnástica de Torrelavega - Amurrio Club - Baracaldo CF - SD Beasáin - Club Bermeo - Deportivo Alavés - SD Gernika - SD Lemona - Real Sociedad de Fútbol "B" - Real Unión Club |  | - Sestao SC - SD Hullera Vasco-Leonesa - CD Numancia - Palencia Cristo Olímpico - CD Izarra - Club Atlético Osasuna "B" - CD Tudelano - CD Logroñés "B" - UD Casetas - Real Zaragoza "B" |

### Grupo III
En este grupo se encuentran los equipos de: Cataluña (11), Comunidad Valenciana (7), parte de la Región de Murcia (1) y del Principado de Andorra (1).
| - CE Europa - UE Figueres - Gimnàstic de Tarragona - Girona FC - UDA Gramanet - CD Hospitalet - ADC Manlleu - CE Premià - CE Sabadell FC - UE Sant Andreu |  | - Terrassa FC - CD Alcoyano - Benidorm CD - CD Castellón - Elche CF - Levante UD - Ontinyent CF - Valencia CF "B" - Real Murcia CF - FC Andorra |

### Grupo IV
En este grupo se encuentran los equipos de: Andalucía (14), parte de la Región de Murcia (2), Extremadura (1), Castilla-La Mancha (2) y la ciudad autónoma de Melilla (1).
| - Almería CF - Real Betis "B" - Cádiz CF - Córdoba CF - Écija Balompié - Granada CF - Real Jaén CF - CD Mármol Macael - Polideportivo Almería - Recreativo de Huelva |  | - CD San Fernando - CD San Roque - Sevilla FC "B" - Xerez CD - Cartagena FC - Yeclano CF - CP Cacereño - CD Manchego - Talavera CF - UD Melilla |

## Resultados y clasificaciones

### Grupo I

#### Clasificación
| Pos. | Equipo                           | Pts. | PJ | G  | E  | P  | GF | GC | Dif. | Clasificación                     |
| ---- | -------------------------------- | ---- | -- | -- | -- | -- | -- | -- | ---- | --------------------------------- |
| 1    | Racing de Ferrol                 | 54   | 38 | 21 | 12 | 5  | 71 | 27 | +44  | Acceso a Promoción de ascenso     |
| 2    | C. D. Mensajero                  | 52   | 38 | 22 | 8  | 8  | 69 | 42 | +27  | Acceso a Promoción de ascenso     |
| 3    | U. D. Ls Palmas                  | 51   | 38 | 23 | 5  | 10 | 81 | 38 | +43  | Acceso a Promoción de ascenso     |
| 4    | Pontevedra C. F.                 | 48   | 38 | 20 | 8  | 10 | 51 | 30 | +21  | Acceso a Promoción de ascenso     |
| 5    | Sporting de Gijón "B"            | 45   | 38 | 20 | 5  | 13 | 50 | 43 | +7   |                                   |
| 6    | U. D. San Sebastián de los Reyes | 43   | 38 | 16 | 11 | 11 | 45 | 39 | +6   |                                   |
| 7    | C. D. Colonia Moscardó           | 41   | 38 | 15 | 11 | 12 | 40 | 35 | +5   |                                   |
| 8    | U. P. Langreo                    | 40   | 38 | 16 | 8  | 14 | 40 | 43 | −3   |                                   |
| 9    | Atlético de Madrid "B"           | 40   | 38 | 17 | 6  | 15 | 50 | 45 | +5   |                                   |
| 10   | Real Avilés Industrial           | 39   | 38 | 14 | 11 | 13 | 54 | 42 | +12  |                                   |
| 11   | C. D. Lugo                       | 36   | 38 | 14 | 8  | 16 | 49 | 57 | −8   |                                   |
| 12   | C. D. Móstoles                   | 35   | 38 | 13 | 9  | 16 | 33 | 51 | −18  |                                   |
| 13   | Real Madrid C. F. "C"            | 34   | 38 | 12 | 10 | 16 | 60 | 57 | +3   |                                   |
| 14   | Aranjuez C. F.                   | 33   | 38 | 10 | 13 | 15 | 42 | 52 | −10  |                                   |
| 15   | Real Valladolid "B"              | 31   | 38 | 10 | 11 | 17 | 54 | 57 | −3   |                                   |
| 16   | C. F. Fuenlabrada                | 31   | 38 | 14 | 3  | 21 | 52 | 64 | −12  | Acceso a Promoción de permanencia |
| 17   | Real Oviedo "B" (D)              | 31   | 38 | 9  | 13 | 16 | 50 | 63 | −13  | Descenso a Tercera División       |
| 18   | Real Ávila C. F. (D)             | 30   | 38 | 12 | 6  | 20 | 39 | 66 | −27  | Descenso a Tercera División       |
| 19   | C. D. Corralejo (D)              | 26   | 38 | 9  | 8  | 21 | 28 | 64 | −36  | Descenso a Tercera División       |
| 20   | U. D. Realejos (D)               | 20   | 38 | 7  | 6  | 25 | 32 | 75 | −43  | Descenso a Tercera División       |

 Fuente: BDFutbol
Criterios de clasificación: Puntos · Enfrentamientos directos · Diferencia de goles · Goles a favor · Play-off

#### Resultados
| Local \ Visitante                | ARA | ATM | AVA | AVS | COR | FUE | LAN | LAS | LUG | MEN | MOC | MOT | OVI | PON | RFE | RMA | REA | SAS | SPO | VLD |
| -------------------------------- | --- | --- | --- | --- | --- | --- | --- | --- | --- | --- | --- | --- | --- | --- | --- | --- | --- | --- | --- | --- |
| Aranjuez C. F.                   | —   | 4–0 | 3–3 | 1–1 | 2–0 | 0–1 | 1–0 | 0–5 | 5–0 | 1–0 | 0–0 | 2–0 | 0–0 | 1–0 | 1–2 | 0–3 | 1–1 | 2–2 | 0–2 | 1–1 |
| Atlético de Madrid "B"           | 2–0 | —   | 3–0 | 1–0 | 7–1 | 1–0 | 0–1 | 3–2 | 3–1 | 0–2 | 0–1 | 0–2 | 2–2 | 0–1 | 0–0 | 4–1 | 2–0 | 3–1 | 1–1 | 1–2 |
| Real Ávila C. F.                 | 2–1 | 0–1 | —   | 0–0 | 1–0 | 2–1 | 0–1 | 3–1 | 1–1 | 0–0 | 0–1 | 2–0 | 5–1 | 0–1 | 0–0 | 3–2 | 1–0 | 0–1 | 0–1 | 2–1 |
| Real Avilés Industrial           | 2–0 | 2–4 | 1–0 | —   | 5–0 | 2–3 | 1–1 | 1–1 | 3–1 | 3–0 | 0–1 | 0–1 | 0–0 | 4–2 | 1–2 | 1–1 | 5–0 | 3–1 | 2–1 | 3–0 |
| C. D. Corralejo                  | 3–3 | 0–0 | 0–2 | 4–0 | —   | 3–0 | 1–0 | 0–1 | 3–0 | 0–2 | 0–1 | 0–1 | 2–1 | 1–1 | 0–0 | 2–1 | 1–0 | 0–0 | 1–0 | 1–0 |
| C. F. Fuenlabrada                | 1–3 | 3–0 | 3–0 | 1–0 | 3–0 | —   | 4–2 | 0–2 | 1–0 | 0–3 | 1–3 | 0–1 | 2–3 | 4–2 | 0–1 | 1–3 | 3–1 | 1–1 | 1–2 | 4–2 |
| U. P. Langreo                    | 0–1 | 2–0 | 3–2 | 1–0 | 5–1 | 1–0 | —   | 1–0 | 1–1 | 1–2 | 0–1 | 1–0 | 1–1 | 1–1 | 0–0 | 4–0 | 2–0 | 2–0 | 1–0 | 1–0 |
| U. D. Ls Palmas                  | 2–0 | 2–1 | 6–1 | 0–1 | 2–0 | 4–1 | 3–1 | —   | 4–2 | 4–1 | 1–1 | 3–0 | 6–3 | 0–2 | 3–0 | 3–3 | 3–2 | 0–1 | 3–0 | 4–0 |
| C. D. Lugo                       | 2–0 | 2–0 | 3–1 | 2–1 | 0–0 | 3–3 | 2–0 | 0–2 | —   | 2–0 | 1–0 | 5–0 | 3–1 | 0–1 | 2–1 | 3–3 | 2–1 | 2–3 | 2–0 | 1–1 |
| C. D. Mensajero                  | 2–1 | 3–2 | 3–1 | 0–0 | 2–0 | 5–1 | 2–1 | 1–1 | 2–1 | —   | 1–0 | 5–0 | 3–0 | 2–0 | 3–2 | 0–1 | 3–2 | 0–0 | 5–0 | 2–2 |
| C. D. Colonia Moscardó           | 1–1 | 0–2 | 2–0 | 1–1 | 0–0 | 1–0 | 1–1 | 0–1 | 1–0 | 2–3 | —   | 0–0 | 2–0 | 2–0 | 1–1 | 0–1 | 4–0 | 1–0 | 4–0 | 3–3 |
| C. D. Móstoles                   | 4–2 | 1–3 | 0–1 | 0–3 | 2–1 | 0–0 | 1–0 | 3–1 | 1–0 | 1–1 | 1–0 | —   | 3–0 | 1–2 | 0–0 | 0–0 | 5–1 | 1–2 | 0–0 | 1–0 |
| Real Oviedo "B"                  | 0–0 | 0–1 | 5–0 | 2–2 | 0–0 | 1–2 | 2–2 | 2–1 | 1–0 | 2–2 | 2–2 | 0–0 | —   | 0–2 | 1–1 | 4–2 | 8–1 | 0–2 | 2–1 | 0–4 |
| Pontevedra C. F.                 | 2–2 | 3–1 | 5–0 | 0–0 | 4–0 | 1–0 | 1–0 | 2–0 | 3–1 | 0–1 | 1–0 | 2–0 | 1–1 | —   | 2–0 | 0–1 | 2–0 | 0–0 | 0–1 | 2–2 |
| Racing de Ferrol                 | 3–0 | 3–0 | 4–1 | 3–1 | 2–0 | 2–0 | 0–1 | 1–1 | 5–0 | 3–0 | 4–0 | 4–1 | 3–1 | 2–0 | —   | 5–0 | 2–0 | 2–2 | 2–1 | 4–2 |
| Real Madrid C. F. "C"            | 0–0 | 0–0 | 3–2 | 0–1 | 6–1 | 1–2 | 7–0 | 0–3 | 0–2 | 1–2 | 3–0 | 2–0 | 1–2 | 0–0 | 0–0 | —   | 4–0 | 0–2 | 3–3 | 1–3 |
| U. D. Realejos                   | 0–1 | 0–1 | 1–2 | 4–1 | 2–0 | 4–1 | 2–0 | 0–2 | 1–1 | 1–2 | 0–2 | 0–0 | 2–1 | 1–3 | 1–1 | 1–0 | —   | 0–0 | 1–0 | 1–3 |
| U. D. San Sebastián de los Reyes | 3–1 | 2–0 | 4–0 | 0–0 | 4–1 | 0–2 | 0–0 | 0–2 | 0–1 | 2–1 | 1–1 | 3–1 | 1–0 | 0–1 | 0–0 | 0–4 | 2–0 | —   | 1–2 | 2–1 |
| Sporting de Gijón "B"            | 1–0 | 0–0 | 2–0 | 1–0 | 2–1 | 2–1 | 0–1 | 1–0 | 4–0 | 3–2 | 3–0 | 4–0 | 1–0 | 1–0 | 0–3 | 2–1 | 1–1 | 1–2 | —   | 4–1 |
| Real Valladolid "B"              | 1–1 | 0–1 | 1–1 | 2–3 | 2–0 | 2–1 | 5–0 | 0–2 | 0–0 | 1–1 | 2–0 | 1–1 | 0–1 | 0–1 | 1–3 | 1–1 | 3–0 | 3–0 | 1–2 | —   |

### Grupo II

#### Clasificación
| Pos. | Equipo                          | Pts. | PJ | G  | E  | P  | GF | GC | Dif. | Clasificación                     |
| ---- | ------------------------------- | ---- | -- | -- | -- | -- | -- | -- | ---- | --------------------------------- |
| 1    | Deportivo Alavés (A)            | 61   | 38 | 27 | 7  | 4  | 92 | 26 | +66  | Acceso a Promoción de ascenso     |
| 2    | C. D. Numancia                  | 55   | 38 | 22 | 11 | 5  | 61 | 19 | +42  | Acceso a Promoción de ascenso     |
| 3    | Sestao S. C. (A)                | 49   | 38 | 21 | 7  | 10 | 56 | 26 | +30  | Acceso a Promoción de ascenso     |
| 4    | S. D. Beasain                   | 46   | 38 | 15 | 16 | 7  | 44 | 28 | +16  | Acceso a Promoción de ascenso     |
| 5    | Real Unión Club                 | 45   | 38 | 18 | 9  | 11 | 51 | 36 | +15  |                                   |
| 6    | C. A. Osasuna "B"               | 44   | 38 | 18 | 8  | 12 | 47 | 43 | +4   |                                   |
| 7    | C. D. Izarra                    | 42   | 38 | 13 | 16 | 9  | 35 | 23 | +12  |                                   |
| 8    | S. D. Lemona                    | 38   | 38 | 14 | 10 | 14 | 40 | 51 | −11  |                                   |
| 9    | Palencia Cristo Olímpico        | 36   | 38 | 10 | 16 | 12 | 36 | 46 | −10  |                                   |
| 10   | Real Sociedad "B"               | 35   | 38 | 12 | 11 | 15 | 29 | 38 | −9   |                                   |
| 11   | Amurrio Club                    | 34   | 38 | 7  | 20 | 11 | 34 | 44 | −10  |                                   |
| 12   | C. D. Logroñés "B"              | 33   | 38 | 12 | 9  | 17 | 42 | 54 | −12  |                                   |
| 13   | Baracaldo C. F.                 | 33   | 38 | 13 | 7  | 18 | 46 | 50 | −4   |                                   |
| 14   | Club Bermeo                     | 33   | 38 | 11 | 11 | 16 | 35 | 50 | −15  |                                   |
| 15   | C. D. Tudelano                  | 33   | 38 | 10 | 13 | 15 | 37 | 45 | −8   |                                   |
| 16   | U. D. Casetas (D)               | 32   | 38 | 10 | 12 | 16 | 48 | 57 | −9   | Acceso a Promoción de permanencia |
| 17   | Gimnástica de Torrelavega (D)   | 32   | 38 | 12 | 8  | 18 | 39 | 46 | −7   | Descenso a Tercera División       |
| 18   | Real Zaragoza "B" (D)           | 31   | 38 | 11 | 9  | 18 | 39 | 52 | −13  | Descenso a Tercera División       |
| 19   | S. D. Gernika (D)               | 31   | 38 | 10 | 11 | 17 | 34 | 49 | −15  | Descenso a Tercera División       |
| 20   | S. D. Hullera Vasco-Leonesa (D) | 17   | 38 | 4  | 9  | 25 | 24 | 86 | −62  | Descenso a Tercera División       |

 Fuente: BDFutbol
Criterios de clasificación: Puntos · Enfrentamientos directos · Diferencia de goles · Goles a favor · Play-off

#### Resultados
| Local \ Visitante           | ALV | AMU | BAR | BEA | BER | CAS | GER | GIM | HUL | IZA | LEM | LOG | NUM | OSA | PAL | RSO | RUN | SES | TUD | ZAR |
| --------------------------- | --- | --- | --- | --- | --- | --- | --- | --- | --- | --- | --- | --- | --- | --- | --- | --- | --- | --- | --- | --- |
| Deportivo Alavés            | —   | 5–0 | 3–0 | 1–1 | 5–3 | 5–0 | 3–0 | 1–0 | 2–0 | 0–0 | 2–3 | 3–0 | 0–0 | 5–1 | 4–0 | 5–1 | 8–5 | 2–0 | 0–0 | 4–0 |
| Amurrio Club                | 0–0 | —   | 0–2 | 1–1 | 0–0 | 2–2 | 0–1 | 0–0 | 5–0 | 0–2 | 2–2 | 1–0 | 0–5 | 2–2 | 1–1 | 1–2 | 0–3 | 0–1 | 2–2 | 0–0 |
| Baracaldo C. F.             | 0–1 | 0–0 | —   | 2–0 | 2–1 | 1–0 | 2–2 | 3–2 | 6–0 | 1–1 | 5–1 | 5–2 | 0–3 | 0–1 | 1–0 | 0–1 | 1–0 | 1–0 | 0–1 | 3–1 |
| S. D. Beasain               | 1–1 | 0–0 | 4–1 | —   | 1–1 | 2–0 | 2–0 | 0–0 | 1–0 | 0–0 | 1–1 | 2–0 | 3–1 | 3–0 | 1–1 | 1–0 | 1–1 | 1–0 | 0–2 | 3–0 |
| Club Bermeo                 | 1–4 | 1–1 | 2–1 | 0–0 | —   | 1–1 | 0–0 | 2–3 | 2–0 | 0–0 | 0–1 | 0–2 | 0–2 | 2–0 | 0–0 | 1–0 | 1–0 | 2–1 | 3–0 | 0–4 |
| U. D. Casetas               | 0–2 | 3–5 | 2–1 | 1–0 | 2–4 | —   | 0–1 | 5–0 | 3–1 | 1–1 | 1–2 | 1–1 | 2–0 | 1–2 | 1–1 | 1–1 | 2–3 | 0–0 | 2–1 | 4–2 |
| S. D. Gernika               | 1–3 | 0–0 | 1–1 | 0–2 | 3–0 | 0–0 | —   | 3–0 | 3–0 | 1–3 | 0–1 | 1–1 | 0–1 | 1–3 | 2–1 | 0–0 | 1–0 | 1–2 | 2–1 | 1–2 |
| Gimnástica de Torrelavega   | 0–2 | 1–1 | 1–0 | 0–2 | 0–1 | 4–0 | 3–1 | —   | 3–1 | 2–2 | 2–0 | 3–1 | 0–0 | 3–1 | 4–0 | 1–0 | 3–0 | 0–1 | 0–1 | 0–0 |
| S. D. Hullera Vasco-Leonesa | 0–4 | 1–1 | 1–0 | 0–1 | 1–1 | 0–2 | 2–0 | 1–1 | —   | 0–1 | 1–1 | 1–1 | 2–4 | 0–3 | 1–1 | 1–0 | 1–1 | 1–1 | 0–0 | 0–2 |
| C. D. Izarra                | 1–0 | 0–1 | 1–0 | 2–0 | 4–0 | 1–0 | 1–1 | 0–0 | 4–0 | —   | 0–1 | 1–1 | 0–0 | 0–0 | 1–0 | 2–0 | 0–1 | 1–0 | 0–3 | 2–0 |
| S. D. Lemona                | 0–4 | 0–1 | 0–0 | 1–1 | 0–1 | 4–2 | 1–2 | 2–0 | 4–2 | 0–0 | —   | 1–0 | 1–5 | 1–0 | 0–2 | 0–0 | 1–2 | 1–0 | 2–2 | 0–1 |
| C. D. Logroñés "B"          | 1–2 | 1–0 | 2–1 | 1–1 | 0–0 | 0–0 | 1–2 | 2–0 | 1–0 | 1–0 | 2–1 | —   | 0–0 | 2–4 | 2–3 | 1–0 | 0–3 | 3–1 | 1–0 | 2–0 |
| C. D. Numancia              | 2–0 | 0–1 | 3–1 | 1–0 | 0–0 | 0–0 | 1–1 | 5–0 | 4–0 | 2–0 | 3–1 | 1–0 | —   | 2–0 | 1–0 | 1–0 | 0–0 | 2–0 | 2–1 | 1–1 |
| C. A. Osasuna "B"           | 0–2 | 0–0 | 3–1 | 1–1 | 2–1 | 2–0 | 1–0 | 1–0 | 3–0 | 3–2 | 0–2 | 1–0 | 2–1 | —   | 3–0 | 1–0 | 1–2 | 2–4 | 1–0 | 0–1 |
| Palencia Cristo Olímpico    | 2–2 | 1–1 | 0–0 | 1–2 | 0–3 | 1–0 | 3–0 | 2–1 | 4–1 | 0–0 | 1–1 | 2–0 | 0–0 | 1–1 | —   | 1–0 | 1–1 | 0–2 | 1–1 | 2–1 |
| Real Sociedad "B"           | 0–2 | 2–1 | 3–1 | 1–1 | 2–0 | 1–4 | 0–0 | 1–0 | 2–1 | 1–0 | 0–0 | 3–3 | 0–0 | 0–0 | 2–0 | —   | 0–3 | 1–1 | 0–0 | 1–0 |
| Real Unión Club             | 0–1 | 1–1 | 1–0 | 2–0 | 1–0 | 0–0 | 2–1 | 0–1 | 6–1 | 2–1 | 0–1 | 3–1 | 0–1 | 0–0 | 0–1 | 1–0 | —   | 1–0 | 2–2 | 2–0 |
| Sestao S. C.                | 3–1 | 1–0 | 5–1 | 0–0 | 3–0 | 3–1 | 3–0 | 1–0 | 3–0 | 1–1 | 3–0 | 3–0 | 1–0 | 2–0 | 3–0 | 2–0 | 2–0 | —   | 1–0 | 0–0 |
| C. D. Tudelano              | 0–2 | 1–1 | 0–1 | 4–3 | 2–0 | 1–1 | 3–1 | 1–0 | 1–2 | 0–0 | 2–0 | 1–5 | 1–2 | 0–0 | 0–0 | 1–3 | 1–1 | 1–0 | —   | 0–2 |
| Real Zaragoza "B"           | 0–1 | 0–2 | 1–1 | 0–1 | 2–1 | 1–3 | 0–0 | 2–1 | 4–1 | 0–0 | 1–2 | 3–1 | 1–5 | 1–2 | 2–2 | 0–1 | 0–1 | 2–2 | 2–0 | —   |

### Grupo III

#### Clasificación
| Pos. | Equipo                 | Pts. | PJ | G  | E  | P  | GF | GC | Dif. | Clasificación                     |
| ---- | ---------------------- | ---- | -- | -- | -- | -- | -- | -- | ---- | --------------------------------- |
| 1    | Levante U. D.          | 54   | 38 | 22 | 10 | 6  | 55 | 27 | +28  | Acceso a Promoción de ascenso     |
| 2    | U. D. A. Gramenet      | 50   | 38 | 21 | 8  | 9  | 73 | 30 | +43  | Acceso a Promoción de ascenso     |
| 3    | Valencia C. F. "B"     | 50   | 38 | 21 | 8  | 9  | 61 | 36 | +25  | Acceso a Promoción de ascenso     |
| 4    | C. D. Castellón        | 48   | 38 | 20 | 8  | 10 | 62 | 33 | +29  | Acceso a Promoción de ascenso     |
| 5    | A. D. C. Manlleu       | 46   | 38 | 17 | 12 | 9  | 46 | 37 | +9   |                                   |
| 6    | Elche C. F.            | 46   | 38 | 17 | 12 | 9  | 60 | 37 | +23  |                                   |
| 7    | F. C. Andorra          | 42   | 38 | 13 | 16 | 9  | 32 | 31 | +1   |                                   |
| 8    | C. D. Alcoyano         | 40   | 38 | 13 | 14 | 11 | 44 | 37 | +7   |                                   |
| 9    | U. E. Figueres         | 39   | 38 | 14 | 11 | 13 | 44 | 40 | +4   |                                   |
| 10   | Ontinyent C. F.        | 37   | 38 | 14 | 9  | 15 | 45 | 50 | −5   |                                   |
| 11   | C. E. Sabadell F. C.   | 37   | 38 | 13 | 11 | 14 | 50 | 68 | −18  |                                   |
| 12   | C. D. Hospitalet       | 36   | 38 | 10 | 16 | 12 | 48 | 58 | −10  |                                   |
| 13   | Terrassa F. C.         | 36   | 38 | 13 | 10 | 15 | 41 | 50 | −9   |                                   |
| 14   | Benidorm C. D.         | 35   | 38 | 10 | 17 | 11 | 30 | 36 | −6   |                                   |
| 15   | U. E. Sant Andreu      | 33   | 38 | 11 | 11 | 16 | 52 | 47 | +5   |                                   |
| 16   | Gimnàstic de Tarragona | 33   | 38 | 9  | 15 | 14 | 45 | 45 | 0    | Acceso a Promoción de permanencia |
| 17   | Real Murcia C. F. (D)  | 33   | 38 | 11 | 11 | 16 | 43 | 47 | −4   | Descenso a Tercera División       |
| 18   | Girona F. C. (D)       | 22   | 38 | 6  | 10 | 22 | 38 | 72 | −34  | Descenso a Tercera División       |
| 19   | C. E. Europa (D)       | 21   | 38 | 7  | 7  | 24 | 31 | 67 | −36  | Descenso a Tercera División       |
| 20   | C. D. Premià (D)       | 20   | 38 | 7  | 6  | 25 | 33 | 85 | −52  | Descenso a Tercera División       |

 Fuente: BDFutbol
Criterios de clasificación: Puntos · Enfrentamientos directos · Diferencia de goles · Goles a favor · Play-off
Notas:
1. ↑  El Benidorm C. D. fue sancionado con dos puntos menos por alineación indebida en el partido contra el Elche C. F. de la jornada 32.

#### Resultados
| Local \ Visitante      | ALC | AND | BEN | CAS | ELC | EUR | FIG | GIM | GIR | GRA | HOS | LEV | MAN | MUR | ONT | PRE | SAB | SAD | TER | VAL |
| ---------------------- | --- | --- | --- | --- | --- | --- | --- | --- | --- | --- | --- | --- | --- | --- | --- | --- | --- | --- | --- | --- |
| C. D. Alcoyano         | —   | 1–0 | 3–0 | 1–1 | 0–3 | 3–0 | 1–0 | 1–0 | 1–1 | 0–1 | 4–0 | 2–2 | 4–0 | 1–0 | 1–0 | 0–0 | 3–1 | 2–1 | 0–1 | 1–2 |
| F. C. Andorra          | 0–0 | —   | 1–0 | 1–0 | 1–1 | 1–0 | 0–0 | 1–1 | 3–0 | 1–1 | 1–1 | 1–2 | 1–0 | 2–1 | 1–3 | 1–0 | 1–1 | 1–0 | 1–1 | 1–0 |
| Benidorm C. D.         | 0–0 | 1–0 | —   | 0–4 | 0–0 | 1–1 | 0–0 | 0–0 | 2–1 | 0–2 | 1–1 | 0–0 | 1–1 | 0–0 | 0–1 | 2–0 | 2–0 | 2–1 | 0–0 | 0–0 |
| C. D. Castellón        | 0–0 | 2–0 | 1–1 | —   | 0–1 | 1–0 | 0–0 | 0–2 | 5–0 | 0–2 | 1–1 | 2–1 | 3–1 | 4–1 | 2–0 | 2–0 | 2–0 | 2–0 | 2–0 | 0–2 |
| Elche C. F.            | 1–1 | 0–0 | 1–0 | 1–2 | —   | 1–0 | 1–0 | 2–0 | 2–0 | 2–0 | 3–0 | 0–0 | 1–1 | 1–0 | 0–0 | 5–0 | 6–2 | 2–1 | 1–3 | 2–2 |
| C. E. Europa           | 0–0 | 0–1 | 3–1 | 0–1 | 2–3 | —   | 0–1 | 1–5 | 2–1 | 0–5 | 0–2 | 0–2 | 1–1 | 0–2 | 2–3 | 2–0 | 0–1 | 0–0 | 4–1 | 3–1 |
| U. E. Figueres         | 2–0 | 1–0 | 1–2 | 4–1 | 0–3 | 2–0 | —   | 2–1 | 1–1 | 4–0 | 0–0 | 1–3 | 1–0 | 1–0 | 2–0 | 4–2 | 0–0 | 3–3 | 0–4 | 1–2 |
| Gimnàstic de Tarragona | 1–2 | 1–1 | 1–1 | 1–1 | 0–0 | 1–2 | 0–0 | —   | 5–0 | 1–1 | 1–1 | 0–3 | 0–0 | 1–1 | 0–3 | 1–0 | 2–0 | 2–2 | 5–0 | 0–1 |
| Girona F. C.           | 2–0 | 1–1 | 0–0 | 1–3 | 2–3 | 4–0 | 3–2 | 0–0 | —   | 0–1 | 2–2 | 0–1 | 1–2 | 0–4 | 0–5 | 2–0 | 1–1 | 3–1 | 2–0 | 0–2 |
| U. D. A. Gramenet      | 3–1 | 0–0 | 2–1 | 0–1 | 6–0 | 4–1 | 1–1 | 0–0 | 2–1 | —   | 6–1 | 0–1 | 1–2 | 1–1 | 5–1 | 2–0 | 6–0 | 2–0 | 3–0 | 1–0 |
| C. D. Hospitalet       | 3–2 | 5–1 | 1–3 | 1–4 | 1–1 | 2–1 | 3–2 | 2–0 | 4–1 | 1–0 | —   | 0–1 | 0–1 | 1–1 | 1–1 | 2–1 | 1–2 | 2–2 | 1–1 | 1–3 |
| Levante U. D.          | 0–0 | 0–0 | 1–0 | 1–2 | 2–1 | 1–1 | 1–0 | 4–1 | 2–2 | 1–0 | 2–2 | —   | 0–1 | 2–0 | 1–1 | 0–1 | 3–0 | 1–0 | 1–0 | 2–1 |
| A. D. C. Manlleu       | 1–1 | 2–0 | 1–2 | 0–0 | 1–0 | 0–0 | 2–0 | 0–1 | 2–0 | 1–0 | 0–0 | 1–3 | —   | 1–0 | 1–0 | 2–0 | 4–2 | 1–0 | 1–0 | 3–1 |
| Real Murcia C. F.      | 3–1 | 0–1 | 2–0 | 1–1 | 2–2 | 2–1 | 1–1 | 1–4 | 0–0 | 1–0 | 3–1 | 1–0 | 0–0 | —   | 2–1 | 6–1 | 1–5 | 0–0 | 2–0 | 1–2 |
| Ontinyent C. F.        | 2–0 | 0–2 | 1–2 | 0–4 | 2–0 | 3–2 | 0–0 | 1–1 | 2–1 | 1–2 | 1–1 | 0–1 | 2–2 | 2–1 | —   | 2–1 | 1–1 | 1–0 | 1–0 | 0–1 |
| C. D. Premià           | 1–1 | 2–3 | 2–3 | 3–2 | 0–7 | 0–1 | 0–2 | 2–1 | 2–1 | 2–6 | 1–1 | 1–3 | 1–2 | 1–1 | 1–0 | —   | 2–1 | 2–2 | 2–2 | 2–1 |
| C. E. Sabadell F. C.   | 3–2 | 0–0 | 0–0 | 2–1 | 1–0 | 0–0 | 3–2 | 2–3 | 4–2 | 1–1 | 2–0 | 3–3 | 3–2 | 3–1 | 1–1 | 2–0 | —   | 1–0 | 1–2 | 1–1 |
| U. E. Sant Andreu      | 0–1 | 1–1 | 1–1 | 1–0 | 1–0 | 3–0 | 0–1 | 2–0 | 1–1 | 1–3 | 0–0 | 1–2 | 4–3 | 1–0 | 4–1 | 5–0 | 7–0 | —   | 2–1 | 2–0 |
| Terrassa F. C.         | 1–1 | 1–1 | 2–1 | 2–1 | 1–1 | 2–1 | 0–1 | 1–0 | 1–0 | 1–3 | 1–2 | 0–2 | 2–2 | 1–0 | 1–2 | 2–0 | 1–0 | 2–2 | —   | 3–1 |
| Valencia C. F. "B"     | 1–1 | 1–0 | 0–0 | 1–4 | 3–2 | 5–0 | 2–1 | 4–2 | 3–1 | 0–0 | 1–0 | 1–0 | 1–1 | 2–0 | 3–0 | 3–0 | 4–0 | 3–0 | 0–0 | —   |

### Grupo IV

#### Clasificación
| Pos. | Equipo                      | Pts. | PJ | G  | E  | P  | GF | GC | Dif. | Clasificación                     |
| ---- | --------------------------- | ---- | -- | -- | -- | -- | -- | -- | ---- | --------------------------------- |
| 1    | Córdoba C. F.               | 54   | 38 | 21 | 12 | 5  | 57 | 28 | +29  | Acceso a Promoción de ascenso     |
| 2    | Almería C. F. (A)           | 52   | 38 | 23 | 6  | 9  | 69 | 31 | +38  | Acceso a Promoción de ascenso     |
| 3    | Écija Balompié (A)          | 49   | 38 | 17 | 15 | 6  | 47 | 31 | +16  | Acceso a Promoción de ascenso     |
| 4    | Real Jaén C. F.             | 47   | 38 | 18 | 11 | 9  | 56 | 34 | +22  | Acceso a Promoción de ascenso     |
| 5    | Talavera C. F.              | 46   | 38 | 15 | 16 | 7  | 47 | 35 | +12  |                                   |
| 6    | Yeclano C. F.               | 46   | 38 | 20 | 6  | 12 | 58 | 39 | +19  |                                   |
| 7    | Sevilla F. C. "B"           | 44   | 38 | 18 | 8  | 12 | 54 | 33 | +21  |                                   |
| 8    | C. D. Mármol Macael         | 39   | 38 | 13 | 13 | 12 | 39 | 49 | −10  |                                   |
| 9    | Xerez C. D.                 | 38   | 38 | 14 | 10 | 14 | 36 | 44 | −8   |                                   |
| 10   | Cádiz C. F.                 | 38   | 38 | 14 | 10 | 14 | 45 | 46 | −1   |                                   |
| 11   | Real Betis "B"              | 37   | 38 | 14 | 9  | 15 | 44 | 41 | +3   |                                   |
| 12   | U. D. Melilla               | 36   | 38 | 9  | 18 | 11 | 31 | 35 | −4   |                                   |
| 13   | Granada C. F.               | 35   | 38 | 11 | 13 | 14 | 50 | 56 | −6   |                                   |
| 14   | R. C. Recreativo de Huelva  | 34   | 38 | 11 | 12 | 15 | 43 | 50 | −7   |                                   |
| 15   | Polideportivo Almería       | 34   | 38 | 10 | 14 | 14 | 41 | 50 | −9   |                                   |
| 16   | Cartagena F. C.             | 33   | 38 | 11 | 11 | 16 | 46 | 52 | −6   | Acceso a Promoción de permanencia |
| 17   | C. D. San Fernando (D)      | 31   | 38 | 10 | 11 | 17 | 44 | 48 | −4   | Descenso a Tercera División       |
| 18   | C. D. San Roque de Lepe (D) | 28   | 38 | 6  | 16 | 16 | 26 | 49 | −23  | Descenso a Tercera División       |
| 19   | C. P. Cacereño (D)          | 21   | 38 | 5  | 11 | 22 | 28 | 65 | −37  | Descenso a Tercera División       |
| 20   | C. D. Manchego (D)          | 18   | 38 | 3  | 12 | 23 | 16 | 61 | −45  | Descenso a Tercera División       |

 Fuente: BDFutbol
Criterios de clasificación: Puntos · Enfrentamientos directos · Diferencia de goles · Goles a favor · Play-off

#### Resultados
| Local \ Visitante          | ALM | BET | CAC | CAD | CAR | COR | ECI | GRA | JAE | MAN | MAR | MEL | POL | REC | SAF | SAR | SEV | TAL | XER | YEC |
| -------------------------- | --- | --- | --- | --- | --- | --- | --- | --- | --- | --- | --- | --- | --- | --- | --- | --- | --- | --- | --- | --- |
| Almería C. F.              | —   | 2–1 | 4–0 | 2–1 | 0–0 | 1–1 | 3–0 | 1–1 | 3–1 | 3–0 | 1–0 | 2–0 | 3–0 | 4–1 | 2–1 | 4–0 | 0–2 | 2–2 | 2–0 | 3–0 |
| Real Betis "B"             | 0–2 | —   | 3–1 | 3–0 | 4–2 | 2–2 | 0–1 | 4–1 | 0–0 | 0–0 | 2–0 | 0–2 | 0–4 | 1–2 | 1–0 | 0–1 | 0–1 | 3–1 | 2–0 | 2–0 |
| C. P. Cacereño             | 0–4 | 2–0 | —   | 0–1 | 3–0 | 1–1 | 0–1 | 2–2 | 0–2 | 1–2 | 0–1 | 0–0 | 0–2 | 0–0 | 0–3 | 2–0 | 2–3 | 0–3 | 0–5 | 0–3 |
| Cádiz C. F.                | 3–0 | 2–1 | 0–0 | —   | 2–2 | 1–0 | 2–1 | 1–1 | 0–0 | 0–0 | 2–0 | 2–0 | 1–1 | 1–2 | 1–3 | 2–1 | 2–1 | 2–0 | 0–1 | 1–2 |
| Cartagena F. C.            | 0–2 | 0–0 | 1–0 | 5–3 | —   | 2–0 | 0–1 | 2–2 | 1–2 | 2–1 | 0–2 | 1–1 | 2–0 | 1–0 | 0–0 | 0–0 | 2–4 | 0–1 | 0–2 | 1–2 |
| Córdoba C. F.              | 1–0 | 3–0 | 2–1 | 1–0 | 3–0 | —   | 0–0 | 2–0 | 2–0 | 1–1 | 1–1 | 0–1 | 2–1 | 2–0 | 2–0 | 2–1 | 0–0 | 2–2 | 3–1 | 3–2 |
| Écija Balompié             | 2–1 | 0–0 | 1–1 | 1–1 | 2–1 | 0–1 | —   | 3–1 | 2–1 | 3–1 | 0–0 | 1–0 | 1–1 | 3–1 | 0–0 | 1–1 | 1–3 | 1–1 | 4–0 | 2–0 |
| Granada C. F.              | 2–1 | 1–1 | 2–0 | 1–3 | 1–0 | 0–2 | 2–0 | —   | 2–2 | 2–0 | 2–2 | 1–1 | 3–1 | 1–0 | 1–2 | 3–2 | 1–1 | 2–2 | 0–1 | 0–1 |
| Real Jaén C. F.            | 1–1 | 2–0 | 2–0 | 1–0 | 0–0 | 1–0 | 1–2 | 1–1 | —   | 2–0 | 6–0 | 0–1 | 1–1 | 1–2 | 2–0 | 1–0 | 1–0 | 1–2 | 2–1 | 1–1 |
| C. D. Manchego             | 0–0 | 0–1 | 1–1 | 0–3 | 1–3 | 0–4 | 0–3 | 0–2 | 2–3 | —   | 0–1 | 0–0 | 0–2 | 3–2 | 1–4 | 1–1 | 1–0 | 0–1 | 0–0 | 0–0 |
| C. D. Mármol Macael        | 0–2 | 1–4 | 2–1 | 2–0 | 3–2 | 0–1 | 0–0 | 0–2 | 2–1 | 0–0 | —   | 2–1 | 4–2 | 2–2 | 2–1 | 0–1 | 3–2 | 2–1 | 2–0 | 1–2 |
| U. D. Melilla              | 3–1 | 1–1 | 1–1 | 2–0 | 1–1 | 0–0 | 2–2 | 1–0 | 0–1 | 1–1 | 1–1 | —   | 1–2 | 0–2 | 1–1 | 2–0 | 0–1 | 0–0 | 1–0 | 1–0 |
| Polideportivo Almería      | 0–1 | 0–2 | 1–1 | 1–1 | 2–1 | 2–2 | 0–1 | 3–1 | 1–6 | 0–0 | 2–0 | 1–1 | —   | 2–2 | 2–0 | 1–2 | 0–1 | 0–0 | 2–0 | 2–1 |
| R. C. Recreativo de Huelva | 2–4 | 1–1 | 1–1 | 0–0 | 0–2 | 0–1 | 2–3 | 4–1 | 2–2 | 1–0 | 0–0 | 2–1 | 2–0 | —   | 1–0 | 1–1 | 2–1 | 1–1 | 1–2 | 0–1 |
| C. D. San Fernando         | 0–2 | 0–1 | 1–1 | 1–1 | 0–2 | 2–2 | 0–0 | 3–2 | 3–4 | 4–0 | 4–0 | 2–0 | 0–0 | 1–0 | —   | 2–1 | 1–2 | 1–1 | 1–2 | 1–5 |
| C. D. San Roque de Lepe    | 1–3 | 2–1 | 1–2 | 0–1 | 0–3 | 1–1 | 0–0 | 0–0 | 0–0 | 1–0 | 1–1 | 1–1 | 1–1 | 0–0 | 2–1 | —   | 0–0 | 0–0 | 0–0 | 0–2 |
| Sevilla F. C. "B"          | 2–1 | 0–0 | 3–0 | 5–0 | 1–2 | 0–1 | 1–2 | 1–0 | 1–2 | 1–0 | 1–1 | 4–1 | 0–0 | 1–1 | 2–0 | 3–0 | —   | 1–1 | 0–2 | 0–1 |
| Talavera C. F.             | 1–0 | 2–3 | 4–1 | 3–2 | 2–2 | 0–1 | 2–1 | 1–0 | 1–0 | 1–0 | 0–0 | 1–1 | 2–0 | 3–1 | 0–0 | 1–1 | 0–1 | —   | 1–1 | 2–1 |
| Xerez C. D.                | 0–1 | 1–0 | 0–2 | 1–0 | 4–3 | 1–3 | 0–0 | 3–3 | 0–0 | 2–0 | 0–0 | 0–0 | 0–0 | 1–2 | 0–0 | 3–2 | 0–3 | 1–0 | —   | 1–0 |
| Yeclano C. F.              | 2–1 | 1–0 | 2–1 | 1–3 | 0–0 | 3–2 | 1–1 | 2–3 | 0–2 | 5–0 | 1–1 | 0–0 | 4–1 | 1–0 | 2–1 | 3–0 | 2–1 | 0–1 | 4–0 | —   |

## Promoción de ascenso a Segunda División
- Se clasifican los siguientes equipos a la promoción de ascenso:

| Pos                                              | Grupo I               | Grupo II         | Grupo III       | Grupo IV       |
| ------------------------------------------------ | --------------------- | ---------------- | --------------- | -------------- |
| 1º                                               | Racing Club de Ferrol | Deportivo Alavés | Levante UD      | Córdoba CF     |
| 2º                                               | CD Mensajero          | CD Numancia      | UDA Gramenet    | Almería CF     |
| 3º                                               | U. D. Las Palmas      | Sestao SC        | Valencia CF "B" | Écija Balompié |
| 4º                                               | Pontevedra CF         | SD Beasáin       | CD Castellón    | Real Jaén CF   |
| En negrita equipos que suben a Segunda División. |                       |                  |                 |                |

## Promoción de permanencia
- Se clasifican los siguientes equipos a la promoción de permanencia:

| CF Fuenlabrada                                      | UD Casetas | Gimnàstic de Tarragona | Cartagena FC |
| En negrita equipo que desciende a Tercera División. |            |                        |              |

## Resumen
Ascienden a Segunda división:
| - Almería Club de Fútbol | - Deportivo Alavés | - Écija Balompié | - Sestao Sport Club |

Descienden a Tercera división: 
| Grupo I - Real Oviedo "B" - Real Ávila Club de Fútbol - Club Deportivo Corralejo - Unión Deportiva Realejos | Grupo II - Unión Deportiva Casetas - Real Sociedad Gimnástica de Torrelavega - Real Zaragoza "B" - Sociedad Deportiva Gernika Club - Sociedad Deportiva Hullera Vasco-Leonesa | Grupo III - Real Murcia Club de Fútbol - Girona Futbol Club - Club Esportiu Europa - Club Esportiu Premià | Grupo IV - Cartagena Fútbol Club - Club Deportivo San Fernando - Club Deportivo San Roque - Club Polideportivo Cacereño - Club Deportivo Manchego |

Campeones de Segunda División B (título honorífico y un trofeo que no garantiza el ascenso):
| - Racing Club de Ferrol | - Deportivo Alavés | - Levante Unión Deportiva | - Córdoba Club de Fútbol |

## Copa del Rey
Los seis primeros clasificados de cada grupo, exceptuando a los filiales, se clasifican para la siguiente edición de la Copa del Rey, aunque el CD Izarra no participó.